# Drymonia mortoniana
Drymonia mortoniana là một loài thực vật có hoa trong họ Tai voi. Loài này được Wiehler mô tả khoa học đầu tiên năm 1973.